# Wojciech Lubiński (okulista)
Wojciech Piotr Lubiński (ur. 31 marca 1959) – polski okulista, profesor nauk medycznych. 

## Życiorys
Po studiach medycznych, ukończonych w 1983 roku na Pomorskiej Akademii Medycznej w Szczecinie, został zatrudniony w II Klinice Okulistyki PAM, a następnie w Katedrze i Klinice Okulistyki tej uczelni. Stopień doktorski (1989) oraz habilitację (2004) zdobył na macierzystej uczleni. Habilitował się na podstawie dorobku naukowego i pracy pt. Badania funkcji bioelektrycznej siatkówki w wybranych zespołach dziedzicznej predyspozycji do nowotworów. W 2014 został mu nadany tytuł naukowy profesora nauk medycznych.
Od 2011 roku pełni funkcję kierownika II Katedry i Kliniki Okulistyki Pomorskiego Uniwersytetu Medycznego. 
Jest członkiem Polskiego Towarzystwa Okulistycznego (wiceprzewodniczący oddziału w Szczecinie). Był reprezentantem Towarzystwa w European Board of Ophthalmology, w ramach której był egzaminatorem na europejskich egzaminach okulistycznych w Paryżu. Od stycznia 2015 roku jest zachodniopomorskim konsultantem wojewódzkim w dziedzinie okulistyki.
Zainteresowania badawcze W. Lubińskiego oscylują wokół takich zagadnień jak: rozpoznawanie chorób siatkówki i nerwu wzrokowego poprzez badania elektrofizjologiczne, operacje zaćmy oraz nowe generacje soczewek wewnątrzgałkowych. Jako praktyk kliniczny wykonuje zabiegi chirurgiczne w zakresie leczenia zaćmy, jaskry oraz odwarstwienia siatkówki (witrektomia).
Jest współautorem (wraz z O. Palaczem i K. Penkalą) monografii „Elektrofizjologiczna diagnostyka kliniczna układu wzrokowego" (wyd. 2003, ISBN 83-912787-5-1). Publikował w czasopismach krajowych i zagranicznych, m.in. w Klinice Ocznej oraz Okulistyce.